# Willerval
Willerval là một xã ở tỉnh Pas-de-Calais, vùng Hauts-de-France của Pháp.

## Địa lý
Willerval có cự ly khoảng 5 dặm (8,0 km) về phía bắc Arras, tại giao lộ của các tuyến đường D50 và đường D50E1.

## Dân số
| 1962                                                         | 1968 | 1975 | 1982 | 1990 | 1999 | 2006 |
| ------------------------------------------------------------ | ---- | ---- | ---- | ---- | ---- | ---- |
| 415                                                          | 429  | 448  | 502  | 603  | 653  | 626  |
| Số liệu điều tra dân số từ năm 1962: Dân số không tính trùng |      |      |      |      |      |      |

## Địa điểm nổi bật
- Nhà thờ St.Nicholas, được xây sau đệ nhất thế chiến.